# Белая Гора (деревня, Кунгурский район)
Белая Гора — деревня в Кунгурском районе Пермского края, входит в состав Калининского сельского поселения.

## География
Деревня находится в западной части Кунгурского района примерно в 8 километрах от села Калинино по прямой на северо-запад.

## Климат
Климат умеренно-континентальный с продолжительной снежной зимой и коротким, умеренно-тёплым летом. Средняя температура июля составляет +17,8 0С, января −15,6 0С. Среднегодовая температура воздуха составляет + 1,3°С. Средняя продолжительность периода с отрицательными температурами составляет 168 дней и продолжительность безморозного периода 113 дней. Среднее годовое количество осадков составляет 539 мм.

## История
В деревне находится Белогорский Николаевский монастырь. В тридцатые годы существовал лагерь для репрессированных и спецпереселенцев. В 1941—1945 годах располагался реабилитационный центр для раненых и инвалидов Великой Отечественной войны. С 1946 по 1986 год на Белой горе находился дом инвалидов Великой Отечественной войны, труда и детства.

## Население
Постоянное население составляло 73 человека в 2002 году (91 % русские), 41 человек в 2010 году.